# Squash Canada
Squash Canada ist der nationale Squashverband Kanadas mit Sitz in Ottawa.

## Geschichte
Der Verband wurde 1915 gegründet. Am 1. Januar 1983 wurde er offiziell als kanadischer Amateursportverband (RCAAA) registriert. Seinen Sitz hat er in der kanadischen Hauptstadt Ottawa.
Squash Canada ist Mitglied des Kontinentalverbands Federación Panamericana de Squash und der World Squash Federation. Amtierender Präsident ist Steve Wren. Der Verband richtet jährlich unter anderem die nationalen Meisterschaften aus. Zudem war er bereits mehrfach Ausrichter internationaler Turniere wie etwa Weltmeisterschaften.

## Nationalmannschaft
Die kanadische Nationalmannschaft der Männer, Frauen und der Jugend nehmen an sämtlichen kontinentalen und internationalen Wettbewerben teil.